# A+E
A+E è l'ottavo album discografico del cantautore inglese Graham Coxon (chitarrista dei Blur), pubblicato nel 2012.

## Tracce
Testi e musiche di Graham Coxon.
1. Advice – 2:34
2. City Hall – 4:20
3. What'll It Take – 5:22
4. Meet and Drink and Pollinate – 5:22
5. The Truth – 4:43
6. Seven Naked Valleys – 5:45
7. Running for Your Life – 4:56
8. Bah Singer – 4:00
9. Knife in the Cast – 6:35
10. Ooh, Yeh Yeh – 5:11